# かごピタ
『かごピタ』は、2014年10月3日から2024年3月29日まで鹿児島読売テレビ（KYT）で生放送されていた夕方ワイド番組。ここでは2017年5月から毎月1回→不定期で放送されていた『かごピタEX』（かごぴた エクストラ）。2024年4月6日から毎週土曜日午前に放送されている『かごピタFAMILIAR』（かごぴた ファミリア）についても記す。

## 概要
- 鹿児島読売テレビは、1994年4月1日の開局以来鹿児島県の地上波テレビの放送局で唯一平日のローカルワイド番組を製作したことが無かったため、この番組がKYT初のワイド番組参入となる。
- 番組名の由来としては「鹿児島にピタ・週末にピタ・あなたにピタっとマッチした夕方情報ワイド。」[2]が挙げられる。
- 当番組開始時に同局1階に存在したサテライトスタジオが廃止され、代わりに日テレアートが協力したセットが設置されている。「ユメイロ@ネット」「KYTサテスタ情報[注釈 2]」と共用。
- 本番組の開始以前の3月21日には事実上のパイロット番組「はるかごワイド2014」[注釈 3][3]が、同年9月5日には事前番組として「かごピタ#0」が放送されている。
- 2014年8月から、KYTのキャラクターである「山本さん」が鹿児島市内の各所（天文館、西郷隆盛像など）を訪れるという内容の、「この秋、KYTが変わる」のキャッチコピーによる番組開始をPRするスポットCMが放送された[4]。

### 放送開始
- 新聞の番組表・電子番組表には番組名に字幕マークが併記されていたが、自社制作時間帯では字幕放送は行われず、日本テレビと同時ネットの時間帯のみ行われた。
- 2016年9月30日放送分にて放送100回を達成した[5]。
- 2017年1月6日放送分からリニューアルが行われテーマソングが松田聖子の『Rock'n Rouge 』[6]・オープニングCGとテロップ類等の一部変更[7]が行われた。
- 2017年9月22日放送分で放送回数150回を達成。
- 2019年8月2日放送分より、沖縄県内においてケーブルテレビ事業を行っている沖縄ケーブルネットワークの自主放送チャンネル「テレビにらい」で、当番組の視聴が可能になる。

### 土曜午前に移動
- 2024年3月29日放送分をもって夕方枠での放送を終了、土曜午前に放送されていたもう一つの自社情報番組「ユメイロ@ネット」（2024年3月30日終了）と統合し、「かごピタFAMILIAR」として2024年4月6日にリニューアル、同時に「ユメイロ」時代は当該時間帯の同時放送を行っていなかったテレビにらいでも「FAMILIAR」からは同時放送を行うようになった。

## 放送時間の変遷
- 全て日本時間（JST）で記す。
- 2014年3月21日に事実上のパイロット版として放送された『はるかごワイド』は16:50 - 18:55に放送。
- 夕方時代の3月最終週はプロ野球開幕戦が放送されるため、放送時間を18:10まで[注釈 4]に短縮して放送していた。

| 期間          | 期間          | タイトル         | 曜日 | 放送時間               | 備考                                                   |
| ------------- | ------------- | ---------------- | ---- | ---------------------- | ------------------------------------------------------ |
| 2014年10月3日 | 2016年3月18日 | かごピタ         | 金曜 | 15:50 - 18:55（185分） | 2014年9月5日に放送された『かごピタ#0』も同時間で放送。 |
| 2016年4月1日  | 2024年3月22日 | かごピタ         | 金曜 | 15:50 - 19:00（190分） | 『エルセルモストーリー』終了のため、5分拡大。          |
| 2024年4月6日  | 現在          | かごピタFAMILIAR | 土曜 | 9:25 - 10:25（60分）   | 『ユメイロ@ネット』と枠統合し、土曜午前に移動。        |

## 出演者
特記の無い限り、夕方時代の「かごピタ」から引き続き出演。

### MC
- 横山あさみ - 鹿児島読売テレビアナウンサー。2021年10月1日よりMCを担当、アナウンサー1年目の2020年からリポーターとして不定期に出演していた。
- 内田直之 - 鹿児島読売テレビアナウンサー。2023年4月7日よりMC、これより前はニュース解説キャスター、宮下不在時に代理MCとして出演していた。

### リポーター
従来はコーナー進行が主だったが、2016年7月1日以降は番組全体のスタジオ進行にも週替わりで関わる。
- 田上真澄 - 元NHK鹿児島放送局契約キャスター、出演は2015年4月3日から[注釈 5][8]。
- 宮下純一 - 番組開始当初から「行ってみっが」を不定期に担当。2017年10月6日から隔週、2018年10月以降は2023年3月31日まで毎週MCを担当[注釈 6]、新型コロナウイルス感染拡大による緊急事態宣言発令のため、出演していなかった時期がある[注釈 7]、2023年4月以降はリポーターへ復帰。
- 永田莉紗 - 鹿児島讀売テレビアナウンサー。2023年4月7日からリポーターを担当。
- 上妻寿美 - 2017年9月29日まで出演、2023年春頃から復帰。

### コーナーナレーション
- 山下香織（鹿児島読売テレビアナウンサー）「行ってみっが」ナレーション（2017年10月から蛭川と不定期交代で担当、2021年1月以降は毎週担当。）

## 過去の出演者
特記の無い限り、2014年9月5日放送の「かごピタ#0」（かごぴた ナンバーゼロ）から出演。

### メインMC
- 宮下以外はすべてKYTアナウンサー（当時）。

| 期間      | 期間      | メインMC | メインMC | メインMC   |
| 期間      | 期間      | 男性     | 男性     | 女性       |
| --------- | --------- | -------- | -------- | ---------- |
| 2014.9.5  | 2016.6.24 | 服部友一 | 服部友一 | 前畑静香   |
| 2016.6.30 | 2017.9.29 | 不在     | 不在     | 前畑静香   |
| 2017.10.6 | 2018.3.30 | 宮下純一 | 宮下純一 | 前畑静香   |
| 2018.4.6  | 2021.9.24 | 宮下純一 | 宮下純一 | 宮田玲奈   |
| 2021.10.1 | 2022.3.25 | 宮下純一 | 宮下純一 | 横山あさみ |
| 2022.4.1  | 2023.3.31 | 宮下純一 | 熊木創平 | 横山あさみ |
| 2023.4.7  | 現在      | 内田直之 | 内田直之 | 横山あさみ |

### ナレーション
- 蛭川雄二（当時・鹿児島読売テレビアナウンサー） - 「行ってみっが」ナレーション（2020年12月25日まで）、後任の山下が不在の場合に一時的に復帰し代行する場合もあった。2024年10月以降は本番組のチーフプロデューサー。

### ニュース
放送開始から2018年3月、2022年10月から2024年3月までの担当者は『KYT news every.かごしま』を参照のこと。
- 橋口秀一（当時・鹿児島読売テレビアナウンサー） - 『かごピタ県内ニュース[11]』を2018年4月6日から2021年6月25日まで[12]担当、2018年3月までリポーターとして出演経験あり。

### 気象予報士
- 竹ノ内靜明 - 出演は16:40頃と18:30頃のみ（2016年3月25日まで、4月1日以降も18:30頃（KYT news every.として放送）は担当）
- 小牧葵 - 2016年4月1日から[1] 2018年3月4日まで。
- 大平真理子 - 2020年4月7日から2022年3月25日まで出演[注釈 13]。
- 佐藤菜乃花 - 2022年4月から2024年3月まで出演[注釈 14][14]。

### コメンテーター
- 湯元敏浩（現・姶良市長、元・日本テレビプロデューサー、2017年9月29日まで）

### リポーター
- party - 求哲成と橋田智幸によるお笑いコンビ。ピタッと描きまショー担当、2014年9月5日から2015年7月10日まで出演。2015年7月17日以降、先述のコーナーが休止になったことにより出演が事実上終了となっているが、公式ページには2016年春ごろまでプロフィールを残していた。2018年4月6日の放送分でイベント告知で出演。
- 岡本安代（時期不詳）
- サンディー・ユハス  - 2018年4月20日から[11][15]2023年3月24日までリポーターを担当。

以下の2人は、夕方枠からの撤退とともに出演が終了。
- 瀬口黎弥 - 2020年4月から月2 - 3回程度、後に不定期でリポーターとして2024年3月まで出演[16]。
- パイナップル つばさ - 2018年4月6日から2024年3月まで出演、2代目鹿児島住みます芸人[注釈 15][11]。

### スタジオゲスト
- 行ってみっが
  - 基本的に16時台前半のみ、行ってみっがに出演してもスタジオ出演が無い場合もある。
    - 錣山親方
- 告知ゲスト
  - 18:45頃に出演
    - 渡邊ヒロアキ - 2015年11月20日のエンディングに出演。
    - 10神アクター（松島勇之介・山田健登・中島裕貴） - 2016年1月22日のエンディングに出演。2016年1月30日に放送された幕末時代劇『明日に向かって斬れ』（九州4局ネット〈福岡放送、長崎国際テレビ、熊本県民テレビ、鹿児島讀賣テレビ〉）の宣伝。

### はるかごワイド2014
- よし俣とよしげ（メインMC）
- 山下香織（メインMC）

## タイムテーブル・コーナー

### 金曜夕方時代
2024年3月22日現在。コーナータイトルがあるものは太字で掲載する、便宜上記載しているものは細字。
| 『かごピタ』 | 『かごピタ』                               | 『かごピタ』 |
| 時間         | コーナータイトル                           | 内容 |
| ------------ | ------------------------------------------ | --- |
| 15:50:00     | ○○の行ってみっが                           | 街巡りコーナー、オープニングコーナー。○○には旅人の名前若しくは愛称が表記される。主に田上真澄・宮下純一などが担当、過去には前畑静香・錣山親方も担当していた。当初はオープニングと挨拶を行ってから放送していたが、コーナー中盤にオープニングが移動、2015年9月現在はコーナー終了後にオープニングを行っている。2016年2月12日には中畑清を迎えた拡大版、2017年3月3日には黛英里佳を迎えた特別版、2017年9月29日にはテレビ宮崎アナウンサー（当時）の高橋巨典がゲスト出演する宮崎スペシャルを放送した。 新型コロナウイルス感染拡大による緊急事態宣言発令のため、2020年4月24日から5月29日までコーナーの放送を休止していた（撮影を含む、単独番組の「ぶらり!行ってみっが」（当コーナーの再放送版）も同様）。休止期間中は特集コーナーを繰り上げて放送。 |
| 16:14頃      | 特集                                       | 「 NEWSピタッと教えて」「かごしま情熱市場」(通販コーナー)などを放送。いずれも開始当初は18時台に放送されていた、2023年6月現在はこの時間帯で不定期放送されている。 |
| 16:40頃      | 中継                                       | |
| 16:45頃      | 天気予報                                   | |
| 16:50:00     | news every.・第2部（東京からネット）       | 2018年4月6日から金曜第2部を3年半ぶりにフルネットに復した。2015年度までは16:50:15開始。2017年9月29日までは17:20頃までのネットで「culture&sports」→「かるスポッ!」のコーナーは一部項目を18時台で時差放送していた。その後、2017年10月6日から2018年3月23日までは「かるスポッ!」が終わる17:40頃に飛び降りていた。ただし、17:30頃の「木原さんのお天気」のコーナーは鹿児島発の県内天気予報に差し替える。 |
| 17:53        | news every.・第3部（東京から全国ニュース） | （2016年3月までの第2部に当たる） |
| 18:15        | KYT news every. かごピタ                   | 県内ニュース・天気予報 (2016年4月1日までは、KYT news every. 2018年3月まではKYTnews every.かごしま、2022年9月30日までは「かごピタ県内ニュース」 |
| 18:50頃      | きょうコレ                                 | 日本テレビからの同時ネット、週によっては休止の場合あり。 |
| 18:54.30     | 番組からお知らせ                           | 日本テレビの番組宣伝や映画情報も伝える |
| 18:55頃      | かごピタじゃんけん・エンディング           | 2015年11月6日開始、5月8日から10月30日までエンド5秒で行っていた出演者とのじゃんけん対決をデータ放送による勝負に発展させたもの。 |
| 18:59:00     | 放送終了                                   | かごピタEX放送日は19:00まで放送しそのままステブレレスで『かごピタEX』に接続、当初は18:59以降も区切り無くスタジオパートを含めた生放送がVTRを織り交ぜて続行されていた。 |

### かごピタ県内ニュース
KYT news every.かごしまの金曜版に代わるニュースコーナーとして開始。イメージカラーはグリーン。
コーナー開始から2021年6月までは橋口秀一が担当（不在時は内田が代行）、同年7月以降はかごピタ本編に生出演しないアナウンサーがシフト勤務で出演していた。
かごピタが年末年始以外で放送休止となった場合は、当コーナーも放送されず『KYT news every.かごしま』の短縮版（18:15 - 18:30）が放送された。
2022年9月30日をもって終了し、同年10月7日から『KYT news every.かごしま』にリニューアルした。
| 鹿児島読売テレビ 金曜夕方のKYTニュース                  | 鹿児島読売テレビ 金曜夕方のKYTニュース | 鹿児島読売テレビ 金曜夕方のKYTニュース             |
| 前番組                                                  | 番組名                                 | 次番組                                             |
| ------------------------------------------------------- | -------------------------------------- | -------------------------------------------------- |
| かごピタ （news every.・KYT news every.は当番組に内包） | かごピタ県内ニュース                   | かごピタ （KYT news every.かごピタは当番組に内包） |

### 土曜午前時代
2024年4月時点、番組内では気象情報も放送されるが放送枠上の前番組「ユメイロ@ネット」と同様に気象予報士は出演しない。
| 『かごピタFAMILIAR』 | 『かごピタFAMILIAR』 | 『かごピタFAMILIAR』                                       |
| 時間                 | コーナータイトル     | 内容                                                       |
| -------------------- | -------------------- | ---------------------------------------------------------- |
| 9:25:00              | ○○の行ってみっが     | 街巡りコーナー                                             |
| 9:50頃               | ピタとく             | 特集、稀に9:25頃に放送あり。                               |
| 時間不定             | ピタなう             | 中継                                                       |
| 時間不定             | ピタトレイン         | 鹿児島の週末情報、新商品または映画情報を駅として紹介する。 |
| 10:23頃              | 天気情報             | 週末の天気、頭痛予報も伝える。                             |
| 10:24:00             | 放送終了             |                                                            |

## 関連番組

### かごピタEX
2017年5月12日から、特別版として月1回のペースで放送されていたが、2023年時点では不定期放送となった。開始当初は4月および別の自社制作番組を放送する10月・12月は休止となっていた。通常時、金曜 19:00 - 19:56は『クイズ!あなたは小学5年生より賢いの?』（日本テレビ制作）を同時ネットしているが、『かごピタEX』が放送される日は遅れネットとなる。
番組表上では「かごピタ」本編と区切られているが、当初は特に19:00で区切られずそのまま続けて放送されていた。
| 鹿児島讀賣テレビ 金曜日19:00 - 19:56枠                      | 鹿児島讀賣テレビ 金曜日19:00 - 19:56枠 | 鹿児島讀賣テレビ 金曜日19:00 - 19:56枠                                             |
| 前番組                                                      | 番組名 | 次番組                                                                             |
| ----------------------------------------------------------- | --- | ---------------------------------------------------------------------------------- |
| 沸騰ワード10 【ここまでは日本テレビの番組を毎週同時ネット】 | かごピタEX （自社制作番組） 【ここからは毎月特定の週に限り、自社制作番組に差し替えを行う】 （4月と別の自社制作番組の放送を行う10月・12月を除く）沸騰ワード10 （2019年10月以降は金曜 19:56 - 20:54に移動しネットワークセールス枠に昇格） ↓ クイズ!あなたは小学5年生より賢いの? （日本テレビと同時ネット） | クイズ!あなたは小学5年生より賢いの? 【ここからは日本テレビの番組を毎週同時ネット】 |

## 終了･長期に渡って休止しているコーナー

### 金曜夕方時代
news every.およびKYT news every.以外は「はるかごワイド」と共通したコーナーは無い。
- ハットリくんのやってみっが - 鹿児島県内の企業や官庁などで行われている仕事のお手伝いをする、服部友一が担当。2015年2月19日開始・終了時期不明、基本的に月一回の放送だった[24]。
- 報道フロアから県内ニュース（2014年9月5日「かごピタ#0」 - 2015年7月3日・放送されない週あり）
  - 16:40前後に放送、内田もしくは中西が担当。ニューステロップはevery.のテロップを緑色に変更、ロゴ部分をかごピタのロゴに変更した物が使われる[注釈 20]。2015年7月3日の放送で終了。
- ピタッと描きまショー（2014年9月5日「かごピタ#0」 - 2015年7月10日）ピタッと描きまショーの中継場所である天文館・天神馬場通り（愛称・ぴらもーる）写真右の角にカメラを置いて中継していた 2016年1月31日撮影

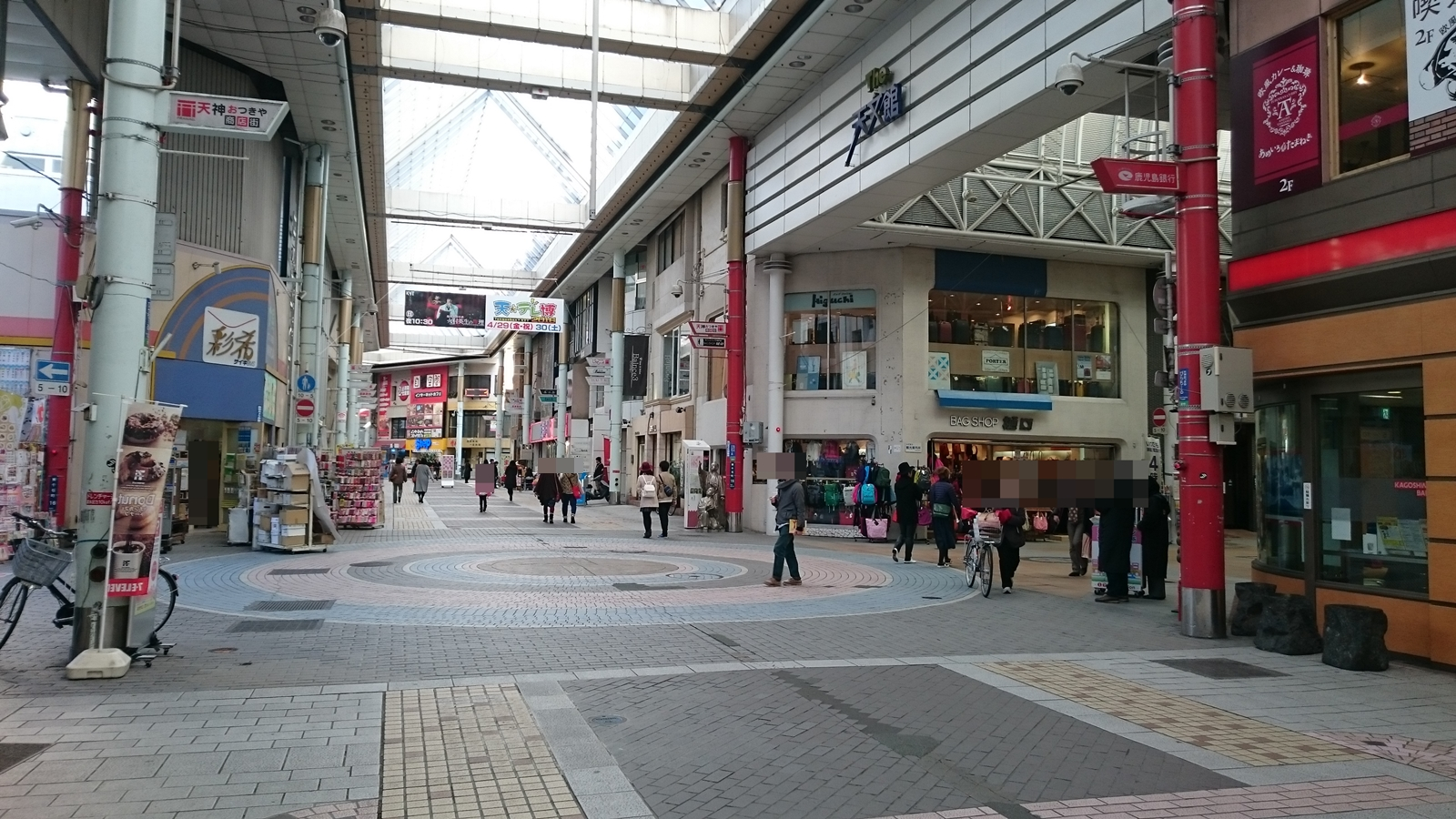
ピタッと描きまショーの中継場所である天文館・天神馬場通り（愛称・ぴらもーる）写真右の角にカメラを置いて中継していた 2016年1月31日撮影

  - 天文館からの中継コーナー、参加者が自宅の家族に電話をかけて参加者が描くイラストが何かを当てる。電話をかける側で参加できるのは18歳以上の女性のみ。2015年7月17日以降も放送予定だったが中止になり、以降行われていなかったが2016年7月22日から8月26日まで夏休み限定のコーナーとして復活した（ただしスタジオでの進行となり、描き手は前畑・湯元・リポーターのうち1人となっている）。2016年9月9日には宮下純一、10月28日には10神アクター(岡進太郎・坂田隆一郎・松島勇之介)、11月25日には中孝介、2017年1月20日には水沢駿・黛英里佳（すべてゲスト）が描き手で、夏休み限定版と同じような進行で行われた。
- つなごうみんなの絵本（2014年9月5日「かごピタ#0」 - 2015年7月17日）
  - 小学生に絵を描いてもらい、それを学校毎にリレーして繋げ、一冊の絵本にしようという企画。4月中は休止。今まで3本の作品（『ツル太』編・『ロケット』編・『図書室』編）が製作された[25] が、いずれも前畑と服部が1話目を描いている。当初は毎週18:40頃に行われていたが、2015年7月17日をもって終了。
- 鹿児島あの日（2014年9月5日「かごピタ#0」 - 2015年2月27日）
  - 開局20周年企画、KYT news every.とZIP!とNEWS ZEROのローカル枠でも放送。このコーナーのみ18:52:00からの60秒、1994年以降の鹿児島で同じ日に起きた出来事をVTRで振り返る企画。
- 出演者からの一言（2015年3月6日 - 2015年5月1日）
  - 「鹿児島あの日」終了後にスタートしたコーナー[26]、このコーナーと後述のじゃんけんのみ5秒間で放送。
- じゃんけん（2015年5月8日 - 2015年10月30日）
  - 出演者のうち1人とじゃんけんを行う、先述の「かごピタじゃんけん」に発展したため終了。
- クロスプログラム（開始 - 2016年3月25日）
  - 当時のnews every.の開始時間が金曜日のみ16時50分15秒のスタートだったため、16時50分00秒からの15秒間を利用しフリートークとnews every.第1部の予告を行っていた。
- 温泉大作戦 - 県内の温泉を紹介する。担当は上妻寿美、基本的に月一回の放送。
- ネコこのゴロ（2016年7月1日開始[27]）放送終了時期不明。鹿児島県在住のイラストレーターSTUDY優作の原作『ネコこのゴロ』のアニメーション。
- しぃちゃんのレンジ料理ショー -  2016年1月8日開始[28] 主に火や包丁を使わず、電子レンジだけを用いて作れる料理を前畑が紹介する。コーナーの開始から2016年6月までは服部、2017年9月までは湯元、2017年10月以降は宮下と岡本・宮田の隔週交代でアシスタントを担当している。料理のレシピはCOOKPADに掲載された物を利用する。開始当初は18:30頃に放送されていたが、2016年10月28日から2017年9月29日までは17:40頃に放送されていた[注釈 21][29]。2018年3月で終了。
- 今週のピタNEWS - 先週土曜日からの一週間に起きたニュースを振り返る。2016年11月11日までは「湯元さんのピタっと教えて!」（17:30頃に放送した時期あり）、2017年9月29日までは「知っておきたい鹿児島」として放送。「知っておきたい鹿児島」までは湯元が進行していた。
- ピタッと当てまショー - 挑戦者が指定したカードの裏の数字の上下を当てる視聴者参加型ゲーム、2018年3月まで17時台後半に放送。いってみっが内で参加電話番号の告知が放送されていた。自社イベント「天テレ博」でも体験できた[30]。
- ピタ体操 - 2018年4月6日開始終了時期不明、16時40分すぎに放送。
- きょうコレ（news every.） - 2018年4月（厳密な日付は不詳）から同時ネット、字幕放送あり。当番組開始時に金曜日のみネットが打ち切られて以来3年半ぶりにネットを再開し2021年8月頃まで放送され、2022年3月現在もかごしま情熱市場が休止時に放送される。

## エピソード
- 2014年10月3日から2015年3月27日まで、新聞のテレビ欄上の当番組の説明文で縦読みを行っていた[31]。実施された縦読みは語呂合わせであり番組内容に直接の関係は無かった[32]。
- 2015年5月3日と5月4日に行われた自社イベント「KYT天☆テレ博2015」の特番においてダウンタウンDXとのコラボレーション企画、かごピタDXが放送された[33]。
- 2015年7月17日放送分の行ってみっがにて、前畑が紫原を散歩した際にコーナー冒頭で鹿児島テレビに入社試験に訪れた事があると同社の前で告白した[注釈 22]。
- 2015年8月22日・23日に放送された『24時間テレビ38 愛は地球を救う』のローカルパート『24時間テレビinかごしま』(2015年8月23日 11:17 - 12:27・16:59 - 17:23に放送)を当番組のセットで放送・メインキャスター前畑・服部がメイン司会を務めた。
  - 翌年以降はイオンモール鹿児島からの公開生放送に戻したものの、2007年から行っているキャラバンカー（県内各地を回り車にメッセージを描いてもらう企画）の特集については2016年以降も継続。
- 2015年10月3日からオープニングコーナー「行ってみっが」を再構成した「ぶらり!行ってみっが」を毎週土曜日（第3土曜日を除く）10:00から放送開始、huluでも2015年9月11日放送分（49話）から配信開始[注釈 23][34]。
- 2016年4月29日と4月30日に行われた自社イベント「天テレ博2016」の会場、鹿児島市中央公園にて番組初の公開生放送を行なった[35]。
- 2016年6月10日放送分の「しぃちゃんのレンジ料理ショー」にて前畑が元熊本県民テレビ・現山口朝日放送アナウンサーの八谷英樹との結婚を報告した。
- 夏休み期間に当たる放送日（2017年7月28日から8月25日の5回）にて、16時台に親子で視聴者見学を事前公募により受け入れ。2018年と2019年にも同様の対応が取られた。
- 2018年9月14日をもって放送回数が200回に達する、前座番組にあたる『情報ライブ ミヤネ屋』司会の宮根誠司が読売テレビのスタジオから鹿児島読売テレビアナウンサーの二本木美唯貴（当時夏休みの林マオの代行）と共に生中継で出演した[36]。
- 2018年11月16日放送で隣県熊本県の日本テレビ系列局である熊本県民テレビの情報ワイド番組「てれビタ」とのコラボ企画及び生中継企画[37]、また、2021年3月5日放送では山口県の日本テレビ系列局である山口放送の情報番組「熱血テレビ」とのコラボ企画を行った。
- 2023年9月1日放送にて、鹿児島県内の放送局[注釈 24]の番組に出演する気象予報士が大集合するイベント（2023年9月3日によかど鹿児島で実施）の告知を兼ねて、16時台の天気コーナー「菜乃花の週末天気」に、鹿児島テレビの気象予報士である新井雅則が生出演した[38]。
- テレビアニメ『名探偵コナン』の第1153話「屋久島の山姫・前編」および第1154話「屋久島の山姫・後編」（KYTなど系列局では2025年2月15日・22日放送）では、作中にて「かごピタ FAMILIAR」として番組スタジオ・内田・横山が本番組を進行する様子がアニメ化された[注釈 25][39][40]。また2月15日の本番組では宣伝を兼ねて、内田・横山が収録に臨む様子と毛利蘭役の山崎和佳奈にインタビューした模様を放送している。

## 不祥事
2023年2月24日の特集で新タマネギの甘さを紹介したが糖度を計測する際水を加えたり砂糖水を使って数値を示していた。新タマネギの甘さと比較するためタマネギの糖度を示したがこれは砂糖水で計測した数値だった。タマネギの個体によって異なる数値が出るため、撮影の手間を省く意図で標準的なタマネギの糖度を調べ、砂糖水を使い、タマネギの数値をねつ造した。また加熱した新タマネギの計測では、計測する箇所や加熱後の時間の経過により参考にしたデータを大きく超えてしまったため、水を加え、数値を低く改ざんした。
2月の放送後、社内から相談を受けて関係者の聞き取り調査を行い、極めて不適切な放送をしたと判断し関係者を4月に処分したが対象者や処分内容については個人が特定されるとして明らかにしていない。番組では改めて適切な計測での情報を重視し、専門家のアドバイスを受け計測し直し、3月31日の放送で情報を訂正しお詫びしたが認識の甘さもあり誤った計測の方法や糖度を偽ったことについては伝えていなかった。
特集は子会社の鹿児島ビジョンが制作した。同局の編成局長小林暢慎は「担当者の責任が欠如していた。社員教育の徹底を図り、再発防止に努めていく」と話した。
2023年6月16日の本番組の放送にて改めて経緯を説明し、お詫びを行った。

## スタッフ

### 2016年1月29日時点
- 総合演出：中里祐一
- ディレクター：中村俊一郎、白坂俊樹、後藤紀美香、岡積奈津子、水迫未那、李潤午、大西匡健
- TM：末永幸成
- SW：松江洋喜
- 音声：松田孝之、宮﨑崇
- カメラ：小松正幸、奥江秀穂、遠矢聖
- 中継技術：立石利信、田代和弘
- 美術：日テレアート、BUKEN
- CG：松﨑慎也、廣森啓文
- 音効：大庭弘之
- TK：山下朋子
- 報道：田中省吾
- 編成：四元慎介
- 広報：近藤久美子
- プロデューサー：田代拓弥
- チーフプロデューサー：久松稔幸
- 製作協力：鹿児島ビジョン
- 制作著作：KYT 鹿児島読売テレビ

### 2025年2月22日時点
- 総合演出：中村俊一郎
- ディレクター：牧田真由美、奥江秀穂、五位野展主、今村裕誠、前原侑翔、小牧脩人、李潤午、松下愛子、山中駿也
- 中継：池田七夏子
- TM：岩元和浩
- SW：松江洋喜
- 音声：谷口龍志
- カメラ：三浦邦之、中塩屋和宏
- 中継技術：竹上諒
- 技術協力：PRODUCTION genlock
- 美術：日テレアート、BUKEN
- ヘアメイク：HEARTS KAGOSHIMA
- CG：松﨑慎也、廣森啓文
- 編成：満留智久
- 広報：樋口久美子
- プロデューサー：田代拓弥、小松正幸
- チーフプロデューサー：蛭川雄二
- 製作協力：鹿児島ビジョン
- 制作著作：KYT 鹿児島読売テレビ